# Ceremony (minialbum)
Ceremony – trzeci minialbum południowokoreańskiej grupy Pentagon, wydany 12 czerwca 2017 roku przez Cube Entertainment. Płytę promował singiel „Critical Beauty”.

## Lista utworów
| CD | CD                                           | CD                                                             | CD                                    | CD                        | CD      |
| Nr | Tytuł utworu                                 | Tekst                                                          | Kompozycja                            | Aranżacja                 | Długość |
| -- | -------------------------------------------- | -------------------------------------------------------------- | ------------------------------------- | ------------------------- | ------- |
| 1. | „Critical Beauty” (kor. 예뻐죽겠네)          | Park Woo-hyun                                                  | Olivier 'Akos' Castelli, Justin Stein | Olivier 'Akos' Castelli   | 3:17    |
| 2. | „Lucky”                                      | Roydo, Shin Kong, BreadBeat                                    | Shin Kong, BreadBeat                  | Shin Kong, BreadBeat      | 3:24    |
| 3. | „To Universe” (kor. 소중한 약속)             | Jinho, E'Dawn, Yuto, Wooseok                                   | Ferdy, Jinho                          | Ferdy                     | 3:44    |
| 4. | „Nothing”                                    | Seo Jae-woo, Kang Dong-ha, Ra Young-ssi, Yuto, E'Dawn, Wooseok | Seo Jae-woo, Kang Dong-ha             | Seo Jae-woo, Kang Dong-ha | 3:34    |
| 5. | „Spectacular” (kor. 스펙터클 해)             | Son Young-jin, Jo Sung-ho, E'Dawn, Yuto, Wooseok               | Son Young-jin, Jo Sung-ho             | Son Young-jin, Jo Sung-ho | 3:34    |
| 6. | „Thank You” (kor. 고마워), (wyk. Jinho, Hui) | Hui                                                            | Hui                                   | Son Young-jin             | 4:16    |
| 7. | „Beautiful”                                  | Jung Il-hoon, IL                                               | Jung Il-hoon, IL                      | Jung Il-hoon, IL          | 3:43    |

## Notowania
| Lista                        | Pozycja |
| ---------------------------- | ------- |
| South Korean Albums (Circle) | 6       |
| US World Albums (Billboard)  | 14      |

## Sprzedaż
| Kraj             | Sprzedaż |
| ---------------- | -------- |
| Korea Południowa | 23 111+  |